# Stockum/Düren
Stockum/Düren ist einer der sieben Stadtteile Wittens.
Stockum/Düren grenzt in Witten an Annen und Mitte, in Dortmund an Oespel, Kley und Salingen sowie in Bochum an Langendreer. Seit 1929 gehören die ehemaligen Gemeinden Stockum und Düren zu Witten, davor zum Amt Langendreer.

## Geschichte

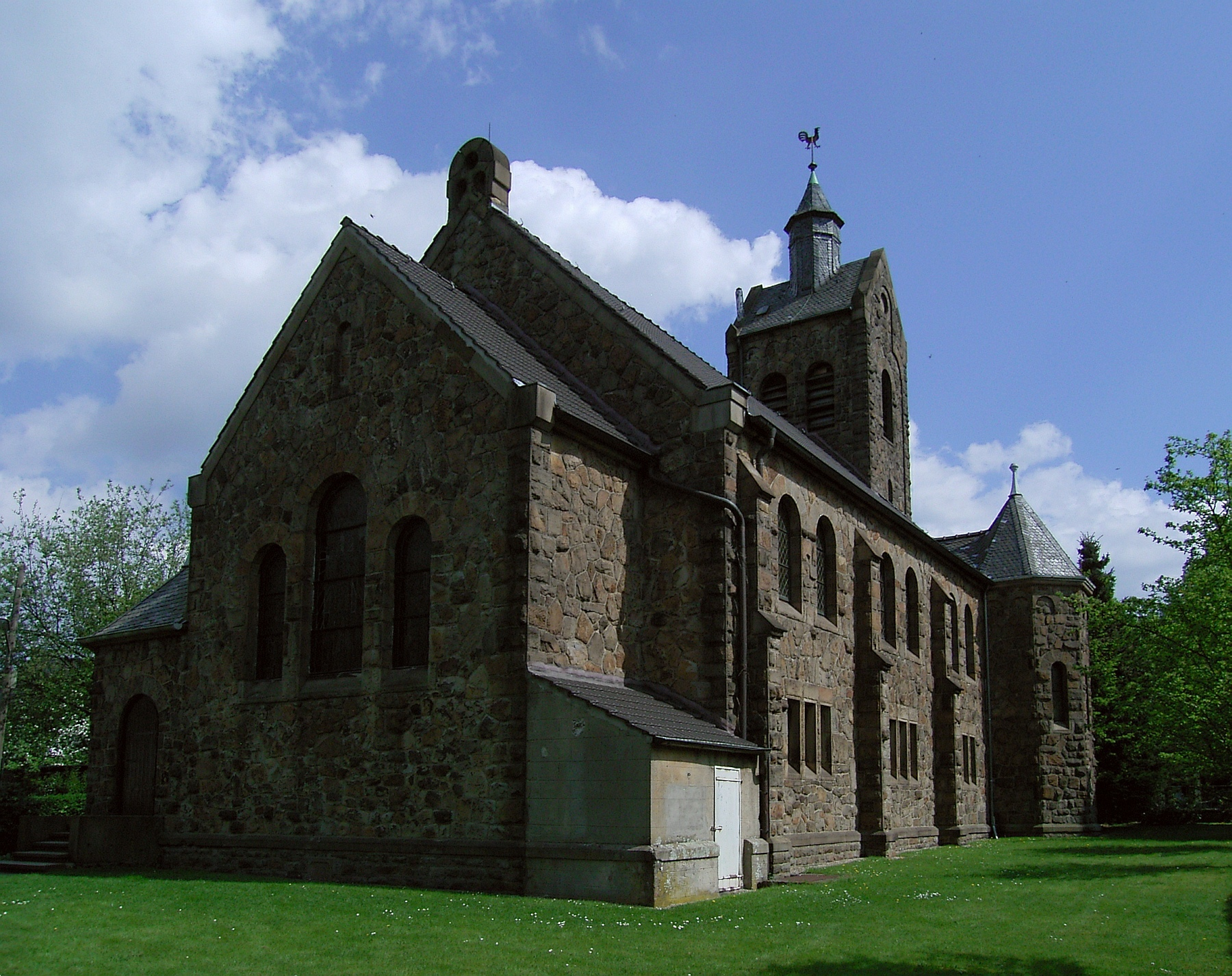
Die evangelische Kirche in Stockum

Die erste überlieferte urkundliche Erwähnung Stockums datiert auf das Jahr 882. Im Werdener Urbar wird ein Ort namens villa stochem erwähnt, in dem sich abgabepflichtige freien Bauern aus dem Brukterergau angesiedelt haben. In Schriften der Abtei Siegburg aus dem Jahre 1096 wird vermerkt, dass der Erzbischof Hermann von Köln dem Kloster mehrere Höfe in Stockum geschenkt habe. Mehrere dieser Höfe befanden sich auf dem Gebiet, das heute den Stadtteil Düren darstellt. Wann Düren erstmals separat als Düren benannt wurde, ist strittig. Neuerdings wird auch eine Urkunde des Kaisers Otto III. von 997, in ture ausgestellt, auf Düren bezogen.
Von 1850 bis 1929 gehörten Stockum und Düren dem Amt Langendreer an, im Zuge einer Gemeindereform wurden Stockum und Düren am 1. August 1929 Stadtteile von Witten.
Kirchlich gehörte Stockum-Düren seit der ersten Jahrtausendwende zum Kirchspiel Lütgendortmund und wurde erst 1906 zu einer selbständigen Gemeinde, obwohl seit 1855 ein eigener Friedhof bestand und 1902 die evangelische Kirche eingeweiht wurde.
Stockum und Düren waren bis zum Jahr 2013 eigene Stadtteile, bis sie zu einem einzigen Stadtteil zusammengefasst wurden. Dabei wurde die Untergliederung in statistische Bezirke nicht verändert.

## Statistische Bezirke
Der Stadtteil besteht aus den folgenden statistischen Bezirken (mit deren Einwohnerzahlen am 31. Dezember 2018):
| Nr. | Statistischer Bezirk | Einw. |
| --- | -------------------- | ----- |
| 21  | Düren-Nord           | 272   |
| 22  | Düren-Süd            | 80    |
| 31  | Stockum-Mitte        | 4111  |
| 32  | Dorney               | 404   |
| 33  | Stockumer Bruch      | 337   |
| 34  | Wilhelmshöhe         | 1071  |